# Rosana Gómez
Rosana Itatí Gómez (Granadero Baigorria, Santa Fe, 13 de julio de 1980) es una entrenadora y exfutbolista argentina. Actualmente dirige a la selección femenina de Bolivia. 
Como futbolista jugó de centrocampista e integró la selección de fútbol femenino de Argentina que disputó las Copas mundiales de Estados Unidos 2003 y China 2007 y a nivel local fue multicampeona con Boca Juniors conquistando 18 títulos.
Desde 2017 trabaja en Conmebol como asesora en el área de Desarrollo de Fútbol Femenino, participando en diversas charlas y actividades.
Uno de sus hermanos, Elías Gómez, es futbolista profesional.

## Trayectoria

### Como jugadora

#### Clubes
Comenzó su carrera a los quince años en Rosario Central. Dos años después llegó a Boca Juniors, aceptando la invitación del director técnico que al verla durante un partido le ofreció sumarla al equipo, y en poco tiempo ganó la titularidad pasando a jugar con la casaca número 10, la misma que también usaría en la selección nacional. Su etapa en Boca duró catorce años, entre 1998 y 2012, conquistando dieciocho títulos en la Primera División del fútbol argentino y diez de ellos en forma consecutiva.
Al año siguiente de retirarse del fútbol once en Boca, en 2013, tuvo una breve incursión en futsal jugando para River Plate, y en el superclásico de aquel año marcó un gol a su antiguo club.

### Como entrenadora
Se recibió como directora técnica en 2010 y mientras realizaba unas prácticas en el área de deporte de la Universidad de Buenos Aires se le ofreció integrar el cuerpo técnico del equipo con el que la institución participaba como invitado en los torneos de AFA. Siendo que por entonces seguía jugando en Boca, se daba la curiosa circunstancia de que era jugadora de un equipo y directora técnica de otro y en los partidos en que Boca y UBA se enfrentaban debía mantenerse neutral limitándose a ver el encuentro desde la tribuna. El hecho de tener que desempeñar sus funciones como jugadora y entrenadora en dos equipos diferentes fue motivo de que se planteara su retirada como jugadora a los treinta y dos años de edad.
Luego de ser entrenadora de UBA por cuatro años, entre 2014 y 2015 tuvo una primera etapa dirigiendo al plantel femenino de Rosario Central, para pasar  posteriormente a entrenar a Social Lux durante un año y luego regresar a Rosario Central, en esta segunda etapa como directora técnica del club conseguiría ganar tres campeonatos consecutivos en la liga de la Asociación Rosarina de Fútbol.
En 2017 dirigió a la selección femenina universitaria que disputó la Universiada de Taipéi en China.
En mayo de 2022 asumió el cargo de la selección femenina de Bolivia de cara a la Copa América Femenina 2022.
El 26 de enero del 2024 la argentina fue anunciada cómo directora técnica de Guerreras Albas, cuadro que es filiar al club Liga de Quito.

## Selección nacional
Con la selección argentina participó de las Copas Mundiales de Estados Unidos 2003 y China 2007. Jugó el Sudamericano de 2003 obteniendo el subcampeonato y fue parte del equipo campeón del Sudamericano de 2006, primer título conquistado en la historia de la selección femenina argentina. También disputó los Juegos Panamericanos de 2007.

### Participaciones en Copas del Mundo
| Torneo               | Sede           | Resultado    | Partidos | Goles | Asistencias |
| -------------------- | -------------- | ------------ | -------- | ----- | ----------- |
| Copa Mundial de 2003 | Estados Unidos | Primera fase | 3        | 0     | 0           |
| Copa Mundial de 2007 | China          | Primera fase | 1        | 0     | 0           |